# Jost Capito

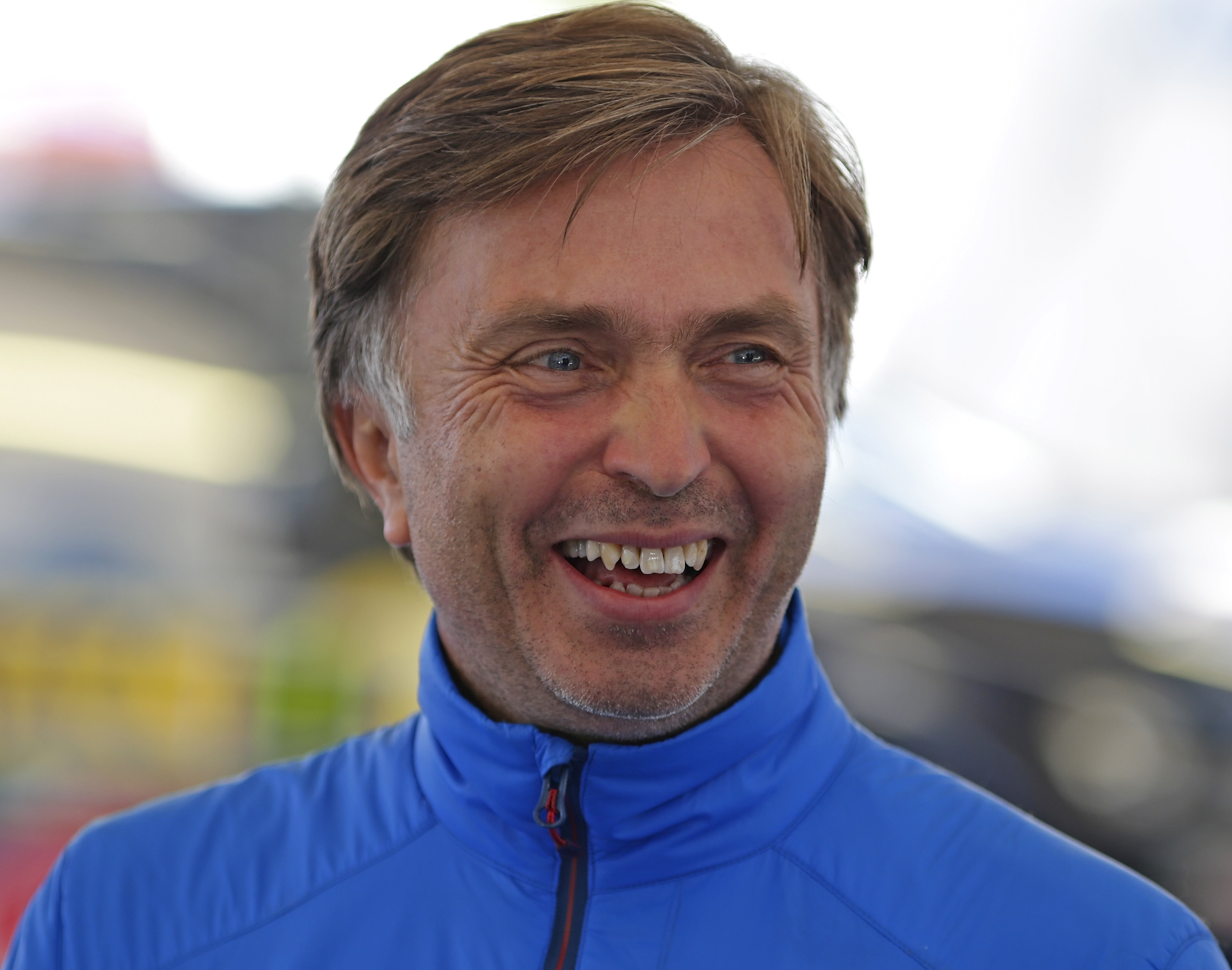
Jost Capito während der WRC Rallye Katalonien 2015

Jost Capito (* 29. September 1958 in Neunkirchen/Siegerland) ist ein deutscher Automobil-Manager. Er war Leiter der Volkswagen R GmbH und der Volkswagen Zubehör GmbH. Er ist der Sohn von Karl-Friedrich Capito, mit dem er als Beifahrer 1985 die Rallye Dakar als erster Deutscher auf einem Unimog U 1300 L gewann. Sein Bruder ist Volker Capito, ebenfalls ein Rallye-Raid-Rennfahrer.

## Beruflicher Werdegang im Motorsport
Im Bereich des Motorsports begann Capito 1985 bei der BMW Motorsport GmbH in der Hochleistungsmotoren-Entwicklung. Ab 1989 übernahm er bei der Dr. Ing. h. c. F. Porsche AG die Leitung der Markenpokale. Von 1993 bis 1996 übte Capito die Leitung Motorsport Organisation im gleichen Unternehmen aus. 1996 wechselte er zur Sauber Petronas Engineering AG als Mitglied der Geschäftsleitung. Dieser gehörte er bis 2001 an. In der Zeit von 1998 bis 2001 nahm er dazu parallel die Aufgaben als Chief Operating Officer bei der Red Bull Sauber Petronas AG wahr. Im selben Jahr erfolgte ein Wechsel zu Ford of Europe wo Capito bis 2008 verschiedene Bereiche verantwortete. Bis 2003 war er Direktor Special Vehicle Engineering (SVE), von 2003 bis 2007 Direktor Motorsport and Performance Vehicles und 2008 Vehicle Line Direktor Performance Vehicles. Anschließend von 2009 bis 2012 führte Capito bei der Ford Motor Company als Direktor den Bereich Global Performance Vehicles and Motorsport Business Development. Ab Mai 2012 übernahm er dann die Verantwortung als Direktor bei Volkswagen Motorsport und führte 2013 das Team zum Weltmeistertitel in der Fahrer- und Teamwertung der WRC.
Im Januar 2016 wurde Capito Geschäftsführer der Rennsport-Abteilung bei McLaren Racing Ltd. Im Februar 2017 wurde das Dienstverhältnis jedoch wieder aufgelöst. Am 1. Juni 2017 übernahm Capito die Leitung der Volkswagen R GmbH und der Volkswagen Zubehör GmbH. Am 1. Februar 2021 wurde Capito CEO des britischen Formel-1-Rennstalls Williams und im Juni 2021 zudem Teamchef des Formel-1-Rennstalls. Im Dezember 2022 wurde bekannt, dass Capito von der Stelle des CEO und des Teamchefs zurücktritt.

## Sportliche Erfolge
Von 1974 bis 1981 fuhr Capito Enduro- und Motocross-Rennen. In dieser Zeit belegte er 1975 und 1976 den ersten Platz in der Deutschen Junior-Enduro-Meisterschaft. Bei Teilnahmen an der Rallye Dakar erreichte er 1983 den zweiten Platz in der Service-Wertung und gewann 1985 die LKW-Wertung.

## Privatleben
Capito ist verheiratet und hat drei Kinder.